# Thaumatogryllus variegatus
Thaumatogryllus variegatus är en insektsart som beskrevs av Perkins, R.C.L. 1899. Thaumatogryllus variegatus ingår i släktet Thaumatogryllus och familjen syrsor. IUCN kategoriserar arten globalt som sårbar. Inga underarter finns listade i Catalogue of Life.